# Turkish Airlines

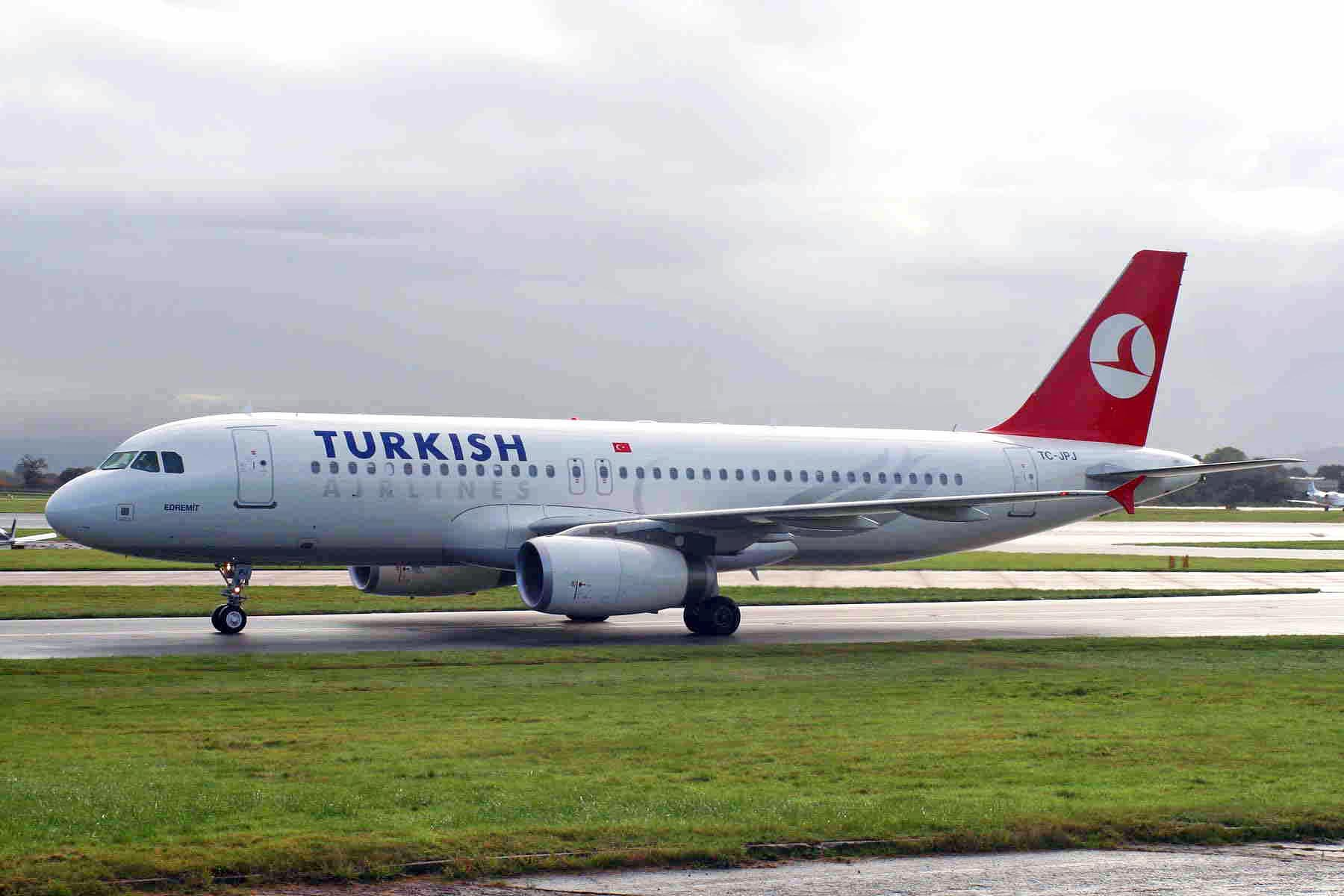
TC-JPJ A320-232

THY - Turkish Airlines, Inc. (en turc: Türk Hava Yolları) és l'aerolínia nacional de Turquia, amb seu a Istanbul. Opera una xarxa de vols regulars a 202 destinacions internacionals i 41 destinacions domèstiques, servint a un total de 243 aeroports situats a Europa, Àsia, Àfrica i Amèrica. El principal aeroport és el d'Istanbul-Atatürk, tot i que també té com a importants focus l'Aeroport Internacional Esenboğa, l'Aeroport Internacional de Sabiha Gökçen, i l'Aeroport Adnan Menderes. Turkish Airlines és l'aerolínia més gran del sud d'Europa i la tercera en el conjunt del continent.
L'aerolínia compta amb més de 15.000 empleats. Segons una declaració de l'expresident Hamdi Topçu el 2014, la Turkish Airlines segui una polìtica de promoció del personal femení, i de fet el nombre de dones pilots a Turkish Airlines s'ha incrementat des de 25 entre 1800 el 2010 a 76 entre 3600, totes elles turques. (Sis a 2006 i 43 a 2013.) Dotze de les dones pilots de THY són capitanes. El 29 de març de 2016, per a primera vegada, dues pilotes capitanes, Emel Arman i Ferihan Işık realitzaren el vol Istanbul-Chicago de 10 hores. (Emel Arman va ser la primera aviadora turca en passar, com pilot, per sobre el Atlàntic el 1997.)
THY forma part de Star Alliance des de l'1 d'abril del 2008. Turkish Airlines és també patrocinador oficial del FC Barcelona, del Manchester United, del Maroussi Club Bàsquet i de la Turkish Airlines Eurolliga de Bàsquet.